# دیگو نادایا
دیگو نادایا (انگلیسی: Diego Nadaya؛ زادهٔ ۱۵ سپتامبر ۱۹۸۹) بازیکن فوتبال اهل آرژانتین است.
از باشگاه‌هایی که در آن بازی کرده‌است می‌توان به باشگاه فوتبال بمبئی سیتی اشاره کرد.